# Микрокастренски манастир
Микрокастренският или Черушинският манастир „Успение Богородично“ (гръцки: Μονή Κοιμήσεως Θεοτόκου Μικροκάστρου) е православен манастир в Егейска Македония, Гърция, на територията на дем Горуша (Войо), област Западна Македония.

## Местоположение
Манастирът е разположен в южните склонове на планината Синяк (Синяцико), на 500 m от село село Микрокастро, което до до 1927 година се казва Черушино (Τσιρούσινο), и на 12 km югозападно от Сятища.

## История
Манастирът е основан през XVIII век, въпреки че точната дата е неизвестна. От оцелелите източници става ясно, че първоначално е бил селски параклис или енорийска църква в Черушино, който е превърнат в манастир преди 1797 година. В Зосимовата кондика е споменат в 1797 година като „село Чирушино и църква на Пресветата Богородица“ (Χωριὸν Τσιρούσινον καὶ ἐκκλησία τῆς Ὑπεραγίας Θεοτόκου). Антим Севастийски пише „И първите няколко години от основаването му са били управлявани от епитропи, избрани от селото, защото от манастира, дотогава съществувала само църквата и е бил смятан за селска църква“. В 1932 година се обсъжда сливането на манастири в района и за сливане са определени „Света Троица“ във Витос (Долос) и „Света Богородица“ в Микрокастро (Черушино) и защитниците на това „Света Троица“ да остане манастир изтъкват неговата древност, казвайки, че в Микрокастро по-късно е построен манастир, за да му се придаде престиж. Първото писмено доказателство с обозначението „Манастир Чирушино“ (Μοναστήριον Τζιρούσινον) се намира в документ от 1824 година, съставен в Гревена.
Ктиторският надпис на църквата е поставен на северния стълб, който отделя главната църква от нартекса. Състои се от 17 стиха с главни букви. Буквите са написани с черно върху светъл охрен хоросан. Надписът е поставен в правоъгълна рамка (0,60 м х 0,90 m) и е ограничен от тънка черна линия. Текстът е силно повреден – от седемнадесетте реда, само последните три са запазени в четливо състояние днес, а останалите са избледнели. Хоризонталните линии, които са служили като ориентир за писаря, са ясно видими.
| „ | † Ὀμβρολυτοὶς χάριτας ἁγνὴ π- // αρθένε ναῷ τῷ σῷ πηγὴ τε καὶ ἀντλουμένει // † Ὁ πάνσεπτος οὗτος καὶ πανάγιος ναὸς ὁ ἐ- // π’ ὀνόματι τῆς ὑπεραγίας Δεσποίνης ὑμῶν // Θεοτόκου καὶ ἀειπαρθένου Μαρίας τιμώμε- // νος καθιστορήται ἀρχιερατεύοντος // μὲν τοῦ πανιερωτάτου καὶ θεοπροβ- // λήτου Μητροπολίτου ἁγίου Σισανίου // κυρίου κυρίου Νεοφύτου ἐπιτροπ- // εύωντος δε τοῦ αἰδεσιμωτάτου π- // απᾶ κὺρ Γεωργίου διὰ χηρὸς παπᾶ // Γεωργίου οἰκονόμου καὶ ἱοῦ αὐτοῦ ἐκ χώρας Καπεσόβου διὰ σινδρ- //ομῆς καὶ δαπάνης τῶν εὐσεβῶν καὶ ὀρθοδό- // ξων χριστιανῶν ἐφημερέβοντος κὺρ παπᾶ //Μιχάλης καὶ κὺρ παπᾶ Χ(ατζ)ὴς παπανδρίας // καὶ παπαιω(άννου): ἐν ἔτει σωτηρίῳ ΑΨΖ: Νοεμ- // βρίου ΙΖ. † Приеми благодарности, Пречиста Дево, за Твоя храм — извор и място на почерпване. † Този всечестен и всесвят храм, посветен на Пресветата наша Владичица Богородица и винаги Дева Мария, бе изписан при архиерейството на всепочитаемия и Богопросветен митрополит на Сисани господин Неофит, под настойничеството на всепочитаемия отец кир Георгиос, чрез ръката на отец Георгиос иконом и неговия син от село Капесово, със съдействието и за сметка на благочестивите и православни християни, при служение на кир отец Михаил, и кир отец Хаджи поп Андрия, и поп Йоанис. В годината от Спасението 1787, 17 ноември. | “ |

Първият ред от надписа е призив към Богородица. Надписът определя годината на построяването – 1797 година и посочва, че епископският престол е бил заеман от Неофит (1792 – 1811).От деветия, тринадесетия и четиринадесетия ред става ясно,  че разходите са поети от енорийската каса чрез попечители. Също така, споменаването на духовенство представлява важно доказателство, че по време на стенописването на църквата не е имало манастир. „Папа кир Георгиос“, който би могъл да се счита за йеромонах, е назован в деветия ред като „всепочитаем“ („αἰδεσιμώτατος“), което означава женен клирик. Напротив, обичайно е някой, който е приел монашески сан, да се нарича „пресвети“ („πανοσιώτατος“). Освен това, текстът не споменава игумен или йеромонаси и монаси. От особен интерес е текстът на надписа в редове 10 – 12, в който се споменават сътрудничещите си художници, които са роднини, баща и син. Това са Георгиос, свещеник и иконом, и синът му Анагностис от Капесово, Загори, които са професионални зографи.
Манастирът е убежище на гръцките чети по време на Гръцката въоръжена пропаганда в Македония в началото на XX век.
Манастирът „Успение Богородично“ в Микрокастро (Черушино), със Закона за сливането на манастирите от 1930 – 1932 година, става седалище на всички манастири в Сисанийската и Сятищка епархия. Богатството от реликви, съхранявани в манастира се дължи на факта, че те идват от манастирите в провинцията, която стават негови метоси в 1930 година.
От 1993 година манастирът функционира като женски манастир, който пристъпва към изграждането на нови помощни помещения, килии, работилници.
| Година    | 1913 | 1920 | 1928 | 1940 | 1951 | 1961 | 1971 | 1981 | 1991 | 2001 | 2011 | 2021 |
| --------- | ---- | ---- | ---- | ---- | ---- | ---- | ---- | ---- | ---- | ---- | ---- | ---- |
| Население |      |      |      | 4    | 4    | 78   | 57   | 18   | 15   | 22   | 26   | 28   |

## Описание
Католиконът на манастира е претърпял много морфологични интервенции от периодичните допълнения, в резултат на което оригиналната му форма и зидария не са запазени. Това е трикорабна базилика с дървен двускатен покрив, в средата на който се издига шестоъгълен купол и лоджия, покриваща южната страна. По-късните допълнения включват високата куловидна камбанария от 1939 година и параклиса на югоизток от църквата.
На иконостаса на католикона има икона на Богородица от 1603 година, смятана за чудотворна.
Иконографската програма на манастира е точно датирана към 1797 година, благодарение на оцелелия надпис. Стенописите на северната стена, която е била разрушена и построена отново и в нартекса са по-нови и са изрисувани през 1985 година, както съобщава надпис на трегера на входа на светилището.